# 亢宿三
亢宿三（室女座φ，φ Vir）是室女座的一个双星系统，视星等为+4.82，距离地球约120光年。